# Emergency House
Az Emergency House egy magyar könnyűzenei együttes volt.

## Történet
Az együttes 1995-ben alakult Budapesten. A csapat indulását Erika C. segítette, a csapat tagjai Erika C. táncstúdiójában színpadi show-kban és videóklipekben működtek közre. Debütáló fellépésük a Budapest Sportcsarnokban a Total Dance I. Fesztiválon volt, 1995-től rendszeres vendégei a hazai disco cluboknak. 1996 szeptemberében kiadták első albumukat Emergency House Party címmel, melynek első kislemeze a Dübörög a ház nagy sikert aratott. 1997-ben jelent meg második albumuk A party folytatódik címmel. A Csúcs ez a party videóklipje 1998-ban Az év videóklipje címet nyerte el a Silver Voice gálán, időközben Zahír kilépett az együttesből. A trióvá alakult együttes 1999-ben jelentkezett új lemezzel, az E.H. 3-mal, melyen megtalálható a Let's talk about sex című  Salt'n'Pepa szám magyar átirata, Ez legalább szex címmel. 2000-ben MC Ducky szólókarrierbe kezdett, Dopeman segítségével elkészítette első önálló raplemezét ? címmel, de feltűnt O.J. Sámson egyik videóklipjében is. Az együttes negyedik albuma, a Rólunk szól 2001-ben jelent meg. Zahír, avagy Huiber Vencel a kilépés után építészi pályafutásba kezdett, Sheffieldbe költözött.

## Albumok
| Év   | Cím                 | Legmagasabb helyezés- | Legmagasabb helyezés- |
| Év   | Cím                 | Mahasz Albumlista     |                       |
| ---- | ------------------- | --------------------- | --------------------- |
| 1996 | Party               | 34                    |                       |
| 1997 | A party folytatódik | 18                    |                       |
| 1999 | E.H. 3              | 9                     |                       |
| 2001 | Rólunk szól         | 38                    |                       |

## Külső hivatkozások
- Emergency House a MySpace-en